# Моравия, Джон де, 9-й граф Сазерленд
Джон де Моравия (Джон Сазерленд) (англ. John Sutherland, 9th Earl of Sutherland; ? — 1514) — шотландский аристократ, 9-й граф Сазерленд и глава клана Сазерленд (1508—1514).

## Происхождение
Сын и преемник Джона Сазерленда, 8-го графа Сазерленда (1460—1508). Согласно историку 19-го века Уильяму Фрейзеру, дата его рождения неизвестна, и хотя запись о том, что он был подан наследником своего отца в 1509 году, сохранилась в 1630 году (согласно историку 17-го века сэру Роберту Гордону, 1-му баронету) , она уже не сохранилась. История 9-го графа Сазерленда была омрачена тем фактом, что он унаследовал психическое заболевание своего отца. Его сестра Элизабет, возможно, была старше его, так как на момент смерти отца она, по-видимому, уже некоторое время была замужем, так как ее старший сын достиг брачного возраста в 1518 году. Сэр Роберт Гордон утверждал, что Джон Сазерленд, 9-й граф Сазерленд, «был слаб суждением, лишен природного ума и понимания, не будучи способным управлять ни собой, ни другими; но его сестра леди Элизабет Сазерленд (жена Адама Гордона из Эбойна) была полна духа и ума» . Адам Гордон был младшим сыном Джорджа Гордона, 2-го графа Хантли, вождя клана Гордон.

## Граф Сазерленд
Сэр Роберт Гордон также утверждает, что поместье Сазерленд контролировалось сестрой графа Джона Элизабет и её мужем Адамом Гордоном, и поэтому Джон был графом только по названию в течение нескольких лет. Роберт Гордон также заявил, что графство управлялось королевскими офицерами в течение трех лет. Гордон продолжает говорить, что Адам Гордон, видя недееспособность графа Джона и то, что его жена леди Элизабет была сестрой графа, начал благоразумно пытаться добиться урегулирования поместья на себя, и что Александр Сазерленд, сын покойного 8-го графа Сазерленда, был конкурирующим претендентом. Роберт Гордон также заявил, что Адам Гордон устроил так, чтобы его жена Элизабет стала наследницей своего отца, 8-го графа Сазерленда.
Уильям Фрейзер заявил, что Джон, 9-й граф Сазерленд, был объявлен наследником своего отца 24 июля 1509 года, а на следующий день Александр Сазерленд отказался от графства в пользу Джона и его сестры Элизабет. Однако, хотя Джон и был объявлен наследником, он не сразу завершил свой титул феодальной инвеститурой, вероятно, из-за своей недееспособности. В результате арендная плата и расходы поместий Сазерленда управлялись Эндрю Стюартом, епископом Кейтнесса, который тогда был верховным казначеем и который также исполнял обязанности камергера Сазерленда. Только в декабре 1512 года владение графством было передано Джону в замке Данробин, Патрик Бейли действовал от его имени. Роберт Гордон указывает, что это было сделано по настоянию Адама Гордона, поскольку ему было необходимо провести свой последующий процесс идиотизма против графа Джона. Вследствие этого Адам Гордон подал свое заявление от имени своей жены королевским властям, и канцелярия Якова V Шотландского выдала поручение Уильяму, лорду Ратвену, Джону, лорду Драммонду и другим действовать в качестве шерифов Инвернесса, чтобы иметь дело с вручением и исполнением бреве идиотизма против графа Джона. Они должны были проводить свои встречи в Перте, чтобы быть свободными от местных влияний. Сам граф был допрошен, что, по словам Уильяма Фрейзера, показывает, что он не был полным идиотом, хотя, вероятно, был слабого интеллекта, но, по-видимому, понимал суть разбирательства. Присяжные спросили его, кто должен стать его преемником. В ответ он объявил свою сестру Элизабет и ее мужа Адама Гордона, а также их детей своими ближайшими наследниками и непосредственными преемниками, и что он дал свое полное согласие и согласие на это.
Джон Сазерленд, 9-й граф Сазерленд, умер примерно через месяц после встречи в Перте, и его преемницей стала его сестра Элизабет Сазерленд, 10-я графиня Сазерленд. Её сыном от Адама Гордона был Александр Гордон, который стал мастером Сазерленда, но не без сопротивления со стороны младшего брата Элизабет, Александра Сазерленда, который в конечном итоге был убит в битве при Аллтачуилейн в 1519 году. Сын Александра Гордона, Джон Гордон, стал Джоном Гордоном, 11-м графом Сазерлендом.